# ريال بيتيس
بيتيس بالومبييه الملكي (بالإسبانية:  Real Betis Balompié)‏ هو نادي كرة قدم من مدينة إشبيلية، الإسبانية. تأسس 12 سبتمبر 1907. يلعب الفريق حالياً في القسم الأول من الدوري الإسباني. ملعبه هو بينيتو فيامارين (Benito Villamarin، عدد مقاعده 52700. لونا الزي الأساسي للفريق هما الأخضر والأبيض.
النادي معروف بشعار مشجعيه: «عاش ريال بيتيس ولو خسر». باللغة الإسبانية (اللهجة الأندلسية): "viva er beti manque pierda ".
‘سمي بيتيس، نسبةً إلى النهر الذي يمر بمدينة إشبيلية، وفقاً للتسمية اللاتينية. لونه الأخضر هو رمز للسلام والأبيض رمز للأمل. هما اللونان لعلم الأندلس المشتق عن راية الخلافة الأموية في قرطبة.

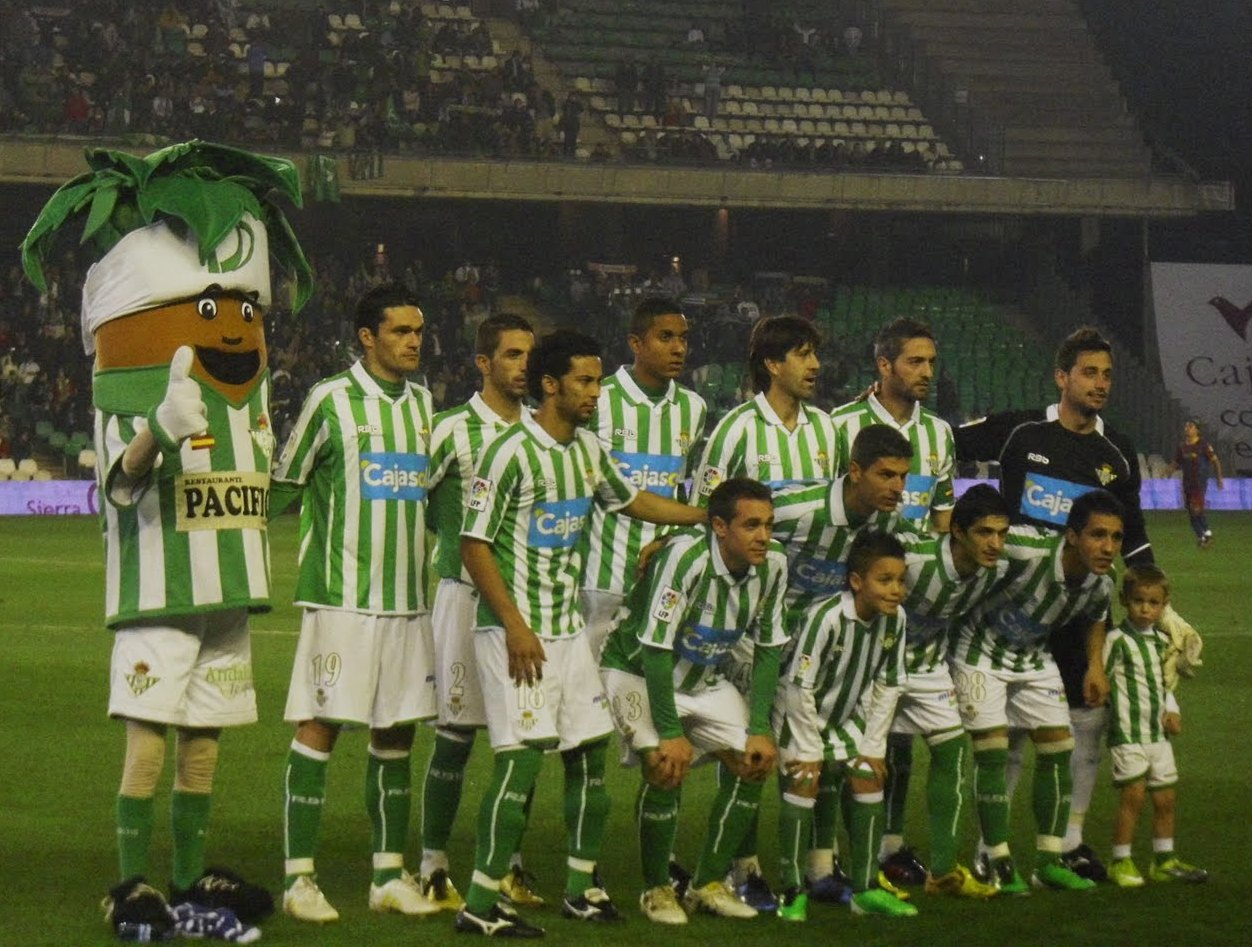
صورة للاعبي الفريق عام 2011

## مالك النادي
لويس أوليفر
رجل أعمال، سبق وإن تملك أندية خيريز وقرطاجنة، رغم كل المعارضة لتوليه بيتيس فإنه اشترى بيتيس بمبلغ 16 مليون يورو من قبل مانويل رويز دي لوبيرا، لا يتمتع بسجل مبشر فهو يغوص في عدة قضايا، لكن في النهاية الجماهير رضحت للأمر الواقع وقبلت به رئيساً لبيتيس، وقد كانت أهم مشاريعه تحقيق التوازن في ميزانية بيتيس، وكانت أبرز خطواته التخلص من اللاعبين ذوي الرواتب المرتفعة..

## تشكيلة الفريق

### التشكيلة الحالية
آخر تحديث في 5 سبتمبر 2016.

ملاحظة: تشير الأعلام إلى المنتخب الوطني على النحو المحدد في قواعد الأهلية للفيفا. قد يحمل اللاعبون أكثر من جنسية واحدة غير تابعة للفيفا.
| الرقم | البلد                       | المركز | اللاعب                   |
| ----- | --------------------------- | ------ | ------------------------ |
| 1     | تشيلي                       | حارس   | كلاوديو برافو            |
| 2     | إسبانيا                     | مدافع  | هيكتور بيليرين           |
| 3     | إسبانيا                     | مدافع  | خوان ميراندا             |
| 5     | الأرجنتين                   | وسط    | قايدو رودريغيز           |
| 6     | الأرجنتين                   | مدافع  | جيرمان بيزيلا            |
| 7     | المغرب                      | مهاجم  | عبد الصمد الزلزولي       |
| 8     | فرنسا                       | وسط    | نبيل فقير                |
| 9     | الأرجنتين                   | مهاجم  | إزيكييل أفيلا            |
| 10    | إسبانيا                     | مهاجم  | آيوزي بيريز              |
| 11    | جمهورية الكونغو الديمقراطية | مهاجم  | سيدريك باكامبو           |
| 12    | البرازيل                    | مهاجم  | ويليان جوزيه             |
| 13    | البرتغال                    | حارس   | روي سيلفا (لاعب كرة قدم) |

| الرقم | البلد    | المركز | اللاعب                           |
| ----- | -------- | ------ | -------------------------------- |
| 14    | البرتغال | وسط    | ويليام كارفاليو                  |
| 15    | إسبانيا  | مدافع  | مارك بارترا                      |
| 16    | إسبانيا  | مهاجم  | خوان كروز (لاعب كرة قدم)         |
| 17    | إسبانيا  | وسط    | رودري (لاعب كرة قدم مواليد 2000) |
| 18    | إسبانيا  | مهاجم  | بابلو فورنالس                    |
| 19    | اليونان  | مدافع  | سوكراتيس باباستاثوبولوس          |
| 20    | البرازيل | مدافع  | أبنر فينيسيوس                    |
| 21    | إسبانيا  | وسط    | مارك روكا                        |
| 22    | إسبانيا  | وسط    | إيسكو                            |
| 23    | السنغال  | مدافع  | يوسف سابالي                      |
| 24    | إسبانيا  | مهاجم  | أيتور رويبال                     |
| 27    | إسبانيا  | وسط    | Sergi Altimira                   |
| 28    | المغرب   | مدافع  | شادي رياض                        |

### اللاعبون المعارون
ملاحظة: تشير الأعلام إلى المنتخب الوطني على النحو المحدد في قواعد الأهلية للفيفا. قد يحمل اللاعبون أكثر من جنسية واحدة غير تابعة للفيفا.
| الرقم | البلد   | المركز | اللاعب                                    |
| ----- | ------- | ------ | ----------------------------------------- |
|       | فرنسا   | وسط    | ديدييه ديغارد (إلى نادي أوساسونا)         |
|       | إسبانيا | وسط    | فرانسيسكو بورتييو سولير (إلى نادي خيتافي) |
|       | إسبانيا | مهاجم  | دانييل باتشيكو (إلى نادي خيتافي)          |

تنتهي إعارة جميع اللاعبين في 30 يونيو 2017 , ما عدا ماتياس ناهويل؛ حيث تنتهي في 30 يونيو 2018.

## الألقاب

### رسمية
- الدوري الإسباني
  - البطل (1): 1934–35
- كأس ملك إسبانيا
  - البطل (3): 1976–77، 2004–05، 2021–22[6]
  - الوصيف (2): 1931، 1996–97
- كأس السوبر الإسباني
  - الوصيف (1): 2005
- الدوري الإسباني الدرجة الثانية
  - البطل (7): 1931–32، 1941–42، 1957–58، 1970–71، 1973–74، 2010–11، 2014–15
  - الوصيف (5): 1955–56، 1966–67، 1989–90، 1993–94، 2000–01
- الدوري الإسباني الدرجة الثالثة
  - البطل (1): 1953–54 [الإنجليزية]
- كأس الأندلس (بطولة سابقة)
  - البطل (1): 1927–28
  - الوصيف (13): 1919–20، 1920–21، 1922–23، 1923–24، 1924–25، 1925–26، 1926–27، 1928–29، 1929–30، 1930–31، 1931–32، 1938–39، 1939–40

### ودية
- Iberian Supercup  [لغات أخرى]‏: الوصيف 1935، 2005
- كأس رامون دي كارانزا: 1964، 1999، 2000، 2001، 2007
- كأس كولومبينو: 1968، 1983، 1995، 2009
- Guadiana Trophy: 2004

### فردية

#### جائزة بيتشيشي
- هيبوليتو رينكون (1982–83)

#### جائزة زامورا
- خواكين أوركياغا (1934–35)
- بيدرو خارو (1994–95)

## وصلات خارجية
- الموقع الرسمي
- نشيد النادي على يوتيوب